# 2,3-비스포스포글리세르산 3-인산가수분해효소
2,3-비스포스포글리세르산 3-인산가수분해효소(영어: 2,3-bisphosphoglycerate 3-phosphatase) (EC 3.1.3.80)는 다음과 같은 화학 반응을 촉매하는 효소이다.
2,3-비스포스포글리세르산 + H2O  ⇄  2-포스포글리세르산 + 인산
2,3-비스포스포글리세르산 3-인산가수분해효소의 2가지 기질은 2,3-비스포스포글리세르산, H2O이며, 2가지 생성물은 2-포스포글리세르산, 인산이다.
2,3-비스포스포글리세르산 3-인산가수분해효소는 가수분해효소 부류에 속한다. 이 반응은 루베링-라포포트 경로의 단축 경로이다.

## 명명법
2,3-비스포스포글리세르산 3-인산가수분해효소의 계통명은 2,3-비스포스포-D-글리세르산 3-포스포하이드롤레이스(영어: 2,3-bisphospho-D-glycerate 3-phosphohydrolase)이다.
다음은 일반적으로 사용되는 다른 이름들이다.
- MIPP1
- 2,3-BPG 3-인산가수분해효소(영어: 2,3-BPG 3-phosphatase)

## 같이 보기
- 2,3-비스포스포글리세르산 (2,3-BPG)
- 2,3-비스포스포글리세르산 2-인산가수분해효소